# Boris Sagal
Boris Sagal (ur. 18 października 1923 w Jekaterynosławiu, zm. 22 maja 1981 w Portland w stanie Oregon) – amerykański reżyser filmowy i telewizyjny; ojciec aktorki Katey Sagal.

## Kariera
Urodził się w żydowskiej rodzinie na terenie dzisiejszej Ukrainy. Cała jego rodzina wyemigrowała później do Stanów Zjednoczonych. Sagal ukończył prestiżowy Uniwersytet Yale, na wydziale aktorskim. Od połowy lat 50. związany był z amerykańską telewizją, reżyserując odcinki popularnych wówczas seriali. Na dużym ekranie największy sukces odniósł realizując klasyczny film fantastycznonaukowy Człowiek Omega (1971), z Charltonem Hestonem w roli głównej. Kilka lat wcześniej nakręcił jedną z komedii muzycznych z Elvisem Presleyem, pt. Szczęśliwa dziewczyna (1965). Był jednym z reżyserów popularnego serialu Pogoda dla bogaczy (1976), za który otrzymał nominację do nagrody Emmy.

## Życie prywatne
Od 1952 jego żoną była Sara Macon (ur. 1927, zm. 1975). Po jej śmierci ożenił się ponownie, z aktorką i tancerką Marge Champion. Z pierwszego małżeństwa miał pięcioro dzieci; w tym córkę Katey Sagal, odtwórczynię roli Peggy Bundy w sitcomie Świat według Bundych.
W maju 1981 Boris Sagal uległ tragicznemu wypadkowi na planie filmowym. Wychodząc z helikoptera, został uderzony przez śmigło ogonowe maszyny. Pięć godzin później w następstwie odniesionych obrażeń zmarł w szpitalu w Portland.

## Filmografia
Filmy:

- Odcienie honoru (1963)
- Diabelska broń (1964)
- Szczęśliwa dziewczyna (1965)
- Paryski produkt (1966)
- Szpiedzy w helikopterze (1968)
- Mosquito w akcji (1969)
- Człowiek Omega (1971)
- Sherlock Holmes w Nowym Jorku (1976)
- Angela (1978)
- Pamiętnik Anny Frank (1980)
- III wojna światowa (1982)

Seriale TV:

- Peter Gunn (1958-61; reż. 22 odcinków)
- Strefa mroku (1959-64; reż. 2 odcinków z 1962)
- Alfred Hitchcock przedstawia (1955-65; reż. 3 odcinków)
- Doktor Kildare (1961-66; reż. 7 odcinków)
- The Man from U.N.C.L.E. (1964-68; reż. 2 odcinków z 1967)
- Ironside (1967-75; reż. 2 odcinków z 1974)
- Columbo (reż. 2 odcinków: Morderca ze szklarni z 1972 i Kandydat na mordercę z 1973)
- Pogoda dla bogaczy (1976)
- Ike (1979)
- Masada (1981)